# Stavisky
Stavisky es una película franco-italiana de 1974, de género dramático y policíaco, dirigida por Alain Resnais con guion de Jorge Semprún. Protagonizada por Jean-Paul Belmondo y Anny Duperey en los papeles principales la historia está basada en la vida del financista y estafador Alexandre Stavisky y las circunstancias de su misteriosa muerte en 1934. A raíz de su fallecimiento se originó un escándalo político, denominado el caso Stavisky, que produjo revueltas sangrientas en París, la renuncia de dos Primeros ministros y un cambio del Gobierno de la Tercera República Francesa.
La cinta obtuvo 1 nominación a Palma de Oro en el Festival de Cannes y 3 premios, destacando los dos galardones obtenidos por Charles Boyer en Cannes y en el Círculo de críticos de Nueva York.

## Argumento

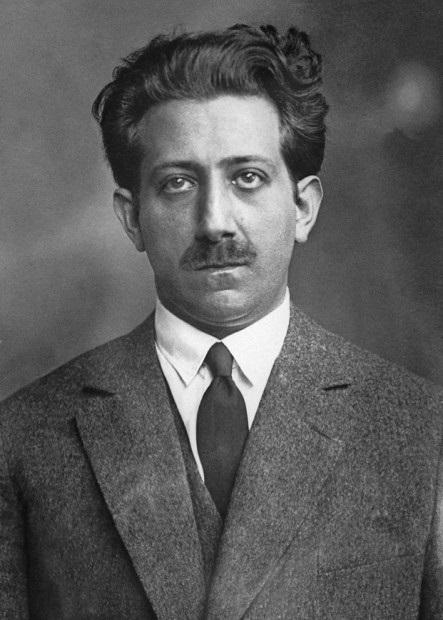
Alexandre Stavisky (1926)

La película relata los últimos meses de la vida de Serge Alexandre Stavisky (Jean-Paul Belmondo) desde fines de 1933 a enero de 1934. Se muestran escenas de sus operaciones como "consultor financiero", armando una compañía internacional misteriosa para comerciar con bonos internacionales, su 'lavado' de joyas robadas, y sus maniobras con bonos para camuflar y evitar el descubrimiento de los bonos falsos que vendió a través del Crédit Municipal en Bayonne (prestamista municipal prendario). También se muestra su actividad como empresario teatral en París, su adicción al juego, su compra de influencias entre la prensa, la policía, y los políticos y su estilo de vida extravagante y su deseo de impresionar. La relación devota que Stavisky mantenía con su glamorosa esposa Arlette (Anny Duperey), la explotación que él hace de su belleza para sacarle dinero a un fascista revolucionario español, sus relatos contradictorios a sus amigos sobre eventos de su propio pasado, y momentos de idealismo político con la intención tal vez de tejer nuevas redes de engaño.
Sobreimpuesta sobre la narración hay momentos de reminiscencias del pasado (a su descubrimiento de la vida hedonista siendo un adolescente, de su arresto como un estafador de poca monta en 1926, y al suicidio de su padre luego de haber deshonrado a la familia) y proyecciones al futuro (a su funeral, y a la investigación parlamentaria sobre el caso Stavisky durante la cual sus amigos y socios testifican no siempre en forma honesta).
También intercaladas con la historia principal hay escenas que muestran la llegada de Trotski a Francia en busca de asilo político, y su paso por varias casas de campo y hoteles, recibiendo visitas de activistas de izquierda. Estas escenas parecen no tener relación con el relato principal (a excepción de dos personajes secundarios: una joven actriz judeo-alemana que se desplaza entre ambas historias, y el inspector de policía que vigila los movimientos de Trotski y posteriormente investiga a Stavisky). Hacia el final de la película, tras la caída en desgracia de Stavisky, se descubrir que es un inmigrante ucraniano, judío y confidente de miembros del gobierno de centro-derecha. La presencia de Trotski es evaluada como indeseable, siendo expulsado de Francia, mientras se constituye un nuevo 'gobierno de unidad nacional'.

## Reparto
- Jean-Paul Belmondo - Serge Alexandre Stavisky
- François Périer - Albert Borelli
- Anny Duperey - Arlette
- Michel Lonsdale - Dr Mézy
- Claude Rich - Inspector Bonny
- Charles Boyer - Barón Raoul

## Stavisky
Serge Alexandre Stavisky nació y se crio en el Imperio Ruso (1721-1917), cerca de Kiev, a finales del siglo XIX. Su padre fue un acomodado dentista y con 12 años la familia se trasladó a Francia. Allí, ocultando su ascendencia judía, se dedicó a construir su imperio financiero debido a su habilidad para las relaciones sociales y su aspecto físico atractivo. Con el dinero obtenido por la venta de piezas de oro que le robaba a su padre, empezó a disfrutar de la vida mundana en París, espoleado siempre por la búsqueda de dinero fácil inundando Francia y Hungría con bonos falsos, viviendo de forma fastuosa y aumentando gradualmente su influencia mediante el soborno y el uso de funcionarios gubernamentales. Con el fortalecimiento de su posición en la sociedad, comienza a financiar en secreto a partidos de izquierda y a León Trotski quien, en 1933, recibió asilo político en Francia. A principios de 1934, la información sobre su pasado de estafador y sus maquinaciones financieras es hecha pública lo que desencadenó un gran escándalo y produjo un cambio de gobierno.

## Recepción

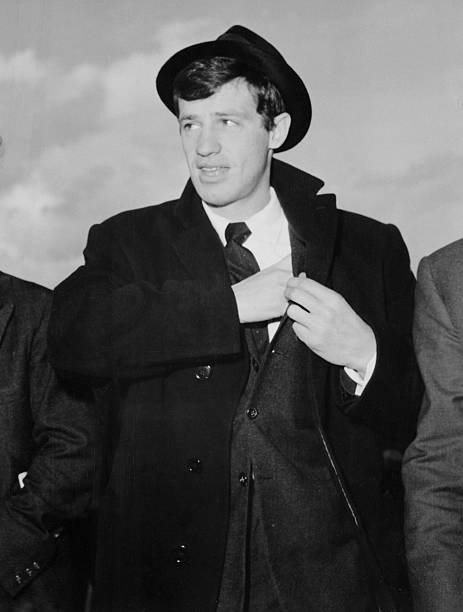
Jean-Paul Belmondo (1962)

Stavisky obtiene valoraciones muy positivas entre la crítica profesional y algo menos entusiastas, pero también positivas, entre los usuarios de los portales de información cinematográfica. En IMDb, computados 2.142 votos, obtiene una media ponderada de 6,6 sobre 10. En FilmAffinity tiene una calificación de 6,1 sobre 10 con 300 votos. En el agregador de críticas Rotten Tomatoes obtiene una calificación de "fresco" para el 92% de las 12 críticas valoradas y para el 58% de las más de 250 valoraciones de los usuarios del portal.
El crítico Roger Ebert le otorgó en 1975 4 estrellas de 4 destacando que es "una obra de época elegante y dinámica". Jonathan Rosenbaum del periódico Chicago Reader alabó "el poder del montaje evocador de Resnais es más potente que nunca.(...) Las imágenes románticas y resplandecientes y los ritmos suelen ser fascinantes y cautivadores". En la revista Variety incidieron en que "es un film elegante y emocionante sobre la época y el carisma de un estafador.(...) Belmondo está excelente y Charles Boyer está eficaz". Michael Wilmington en el periódico Los Angeles Times incidió en que "está llena de cosas hermosas y extraordinarias.(...) Incluso con sus defectos, 'Stavisky' es inusual, muy inteligente y exquisitamente bella... y está muy infravalorada". La revista Time Out destacó que "Resnais transmite una atmósfera de degeneración moral con un tacto que hace que sea más pérfida. Una película con un ritmo excelente". Entre las críticas profesionales menos entusiastas figura la de Veronika Ferdman para Slant que reseñó "'Stavisky' funciona como experimento temporal, pero no como historia criminal".

## Premios
Festival de Cannes
- 1974: Mejor Actor - Charles Boyer

New York Film Critics Circle Awards
- 1974: Mejor actor de reparto - Charles Boyer